# برگوویه-پروویه
برگوویه-پروویه (انگلیسی: Beregovoye-Pervoye) یک شهرک در بخش پروخوروفسکی استان بلگورود کشور روسیه است.